# Goud (boek)
Goud: de laatste verhalen van de meester van de moderne SF is een verhalenbundel met sciencefiction en non-fictieverhalen geschreven door Isaac Asimov.

## Inhoud

### Deel een - De laatste verhalen
- Cal
- Links naar rechts
- Frustratie
- Hallucinatie
- Instabiliteit
- Alexander de God
- In het ravijn
- Aarde vaarwel
- Strijdlied
- Feghoot en het hof
- Fout-intolerantie
- Kleine broer
- Naties in de ruimte
- De glimlach van de chipper
- Goud

### Deel twee - Over sciencefiction
- De lange reis
- Een heelal verzinnen
- Vliegende schotels en sciencefiction
- De science-fictionblaaspijp
- De robotkronieken
- De gouden tijd ligt voor ons
- Het geheel menselijk heelal
- Psychohistorie
- Overlevenden
- Nergens!
- Buitenstaanders, ingewijden
- Sciencefictionbloemlezingen
- De invloed van sciencefiction
- Vrouwen en sciencefiction
- Religie en sciencefiction
- Tijdreizen

### Deel drie - Over het schrijven van sciencefiction
- Het maken van een plot
- Metaforen
- Ideeën
- Spanning I
- Series
- De naam van ons genre
- Tips
- Voor jonge mensen schrijven
- Namen
- Originaliteit
- Boekbesprekingen
- Wat schrijvers doorstaan
- Correcties
- Ironie
- Plagiaat
- Symboliek
- Voorspellen
- Bestseller
- Pseudoniemen
- Dialoog

## Trivia
- Deel één bevat korte sciencefictionverhalen die nog niet gebundeld werden.
- Goud verwijst naar het Nebula Award-winnende titelverhaal.